# Pleurothallis hatschbachii
Pleurothallis hatschbachii är en orkidéart som beskrevs av Rudolf Schlechter. Pleurothallis hatschbachii ingår i släktet Pleurothallis och familjen orkidéer. Inga underarter finns listade i Catalogue of Life.